# オール・ユー・ニード・イズ・キル
『オール・ユー・ニード・イズ・キル』（原題: Edge of Tomorrow、別題: Live Die Repeat: Edge of Tomorrow）は、2014年のアメリカのSFアクション映画である。2004年に発表された桜坂洋のライトノベル『All You Need Is Kill』をもとにした脚本をもとに、ダグ・リーマンが監督を務めた。主演はトム・クルーズ、エミリー・ブラント。

## 概要

### 作品の内容
エイリアン（敵対的な宇宙人）の侵略を受けている近未来の地球を舞台に、敵が人類に勝つために引き起こしている時間のループに巻き込まれてしまった主人公が、出撃しては戦死する2日間を何度も繰り返すうちに経験を積んで強くなり、ループの原因となっている敵を倒す方法を見つけ出して勝利を掴むまでを描く。主人公の記憶と経験のみが過去への時間移動を繰り返すという、「ループもの」と呼ばれるジャンルの作品である。
トム・クルーズが演じる主人公は当初、臆病で軟弱な人物として登場し、映画が始まって程なくして呆気ない死を迎えるという、演じた俳優のパブリックイメージを覆すような描かれ方がなされるが、この主人公はループする時間の中で死を繰り返す過程で劇的に成長し、やがて俳優が過去に演じてきたヒーローを想起させるような人物となっていく。こうした筋書きは、観客をヒーローに感情移入させる仕掛けにもなっている。

### 製作の経緯
原作小説は2004年に日本でライトノベル、すなわち表紙や挿絵に漫画的なイラストを用いた中高生向けの娯楽小説として出版されたが、これが2009年に英訳されてアメリカ合衆国で出版された際、校正段階の試し刷りを読んだプロデューサーの目に留まり、実写映画化の企画が立ち上がった。
オタク向けのマイナーな文学と見られがちな日本のライトノベルがテレビドラマや実写映画の原作となることは少なく、特に本作のように大作のハリウッド映画として実写映画化されることは初めてであり、そうした面では異色の映画作品であり、日本のエンターテインメント小説にとっての快挙であった。
日本での公開時には「日本原作、トム・クルーズ主演」というキャッチコピーが銘打たれるなど、世界的なスターでもある主演男優と日本原作の娯楽小説という取り合わせが宣伝された。

### 原作との違い
原作小説は日本の千葉県南部や、東京の遥か南方に位置するという設定のコトイウシという架空の島が舞台となっていたのに対し、映画版の舞台はイギリスのロンドンを中心に、フランスの沿岸部やパリ、ドイツなどの欧州地域に置き換えられている。
また、主人公をはじめとする登場人物の設定や、結末などのストーリーなども大きく変更されており、原作においてツンデレの美少女キャラクターであったヒロインはマッチョな女性軍人に、ドジっ娘の眼鏡キャラクターであった女性整備士はオタク的な雰囲気の男性科学者へと変更されるなど、ライトノベル的な萌え要素が削られてハリウッド映画的な作風へと置き換えられている。
一方で作品の根幹となるループの設定や、中盤の展開、テーマ性などは原作を踏襲しており、日本原作らしい情緒を残したものとなっている。

## ストーリー
近未来。地球は「ギタイ（Mimics）」と呼ばれる宇宙からの侵略者エイリアンにより、滅亡の危機に晒されていた。人類側の統合防衛軍は敵の強大な戦力に対して劣勢な戦いを強いられていたが、「ヴェルダンの女神」「戦場の牝犬」の異名で知られる英雄リタ・ヴラタスキの活躍によって反撃の糸口を掴み、機動スーツと呼ばれる歩兵用パワードスーツの投入によって、欧州地域における大規模な殲滅作戦を立案する。軍属の報道官であったウィリアム・ケイジ少佐は、殲滅作戦を指揮するブリガム将軍から戦場の現地取材という任務を命じられるが、危険な任務から逃れたい一心でそれを拒否し、報道官としての立場を乱用して将軍を脅迫しようとしたため、将軍の不興を買って地位を剥奪され歩兵として最前線に送られてしまう。
ケイジが配属されたJ分隊の兵士たちは彼に非協力的で、ケイジは武器の安全装置を解除する手順すらレクチャーされないまま殲滅作戦に参加させられる。統合防衛軍の目論見に反して戦況は圧倒的に劣勢で、J分隊の仲間や、英雄であるはずのリタも次々と戦死していく。武器が使えず逃げ惑うばかりで何の戦果も上げられなかったケイジも最期の勇気を振り絞り、自爆用に渡されていた地雷を使い、青白く輝く獣のような姿をしたギタイと相打ちになって死亡する。
ところが次の瞬間、ケイジは入隊シーンに逆戻りする怪現象を体験する。既視感を覚えつつも同じ2日間を過ごし、同じように劣勢な戦場で戦死し、再び前の時間に戻ることが繰り返されるにつれ、ケイジは自分が死ぬと同時に、体験した記憶は残り、入隊シーンに時間をリセットされるというタイムループに巻き込まれてしまっていることに気付く。
理由は分からないながらもループする戦場で生き残るため、ケイジは敵の攻撃パターンを覚えて戦い、リタを死ぬはずの運命から助ける。するとリタから、彼女もまた以前タイムループに巻き込まれた経験があり、今はその能力を失っていることを告白される。リタによれば、時間のループはギタイ側が自らの未来を有利なものに変えるために起こしている現象であるという。ケイジは最初の戦いにおいて、未来から過去へと情報を伝送する役割を持った「アルファ」と呼ばれる個体と相打ちになりその青い体液を浴びたため、偶然にギタイからループ能力を身につける事が出来た。
ケイジはリタとその協力者であるカーター博士から、奪取したタイムループ能力を利用することが人類がギタイに勝利する唯一の希望となること、このことを他の人間に話せば人体実験の対象とされてしまう未来しかないこと、ギタイとの戦争に勝利するためには「オメガ」と呼ばれる個体を探し出して敵のループを止める必要があること、さらに出血し、輸血を受けるとタイムループの能力は失われてしまった。リタは、ケイジに輸血は避ける様に告げられた。
ケイジは殺されタイムループし、入隊シーンに、部隊の監視を抜け出してリタとカーター博士に事情を説明し、模擬ギタイとの訓練を繰り返しマスターすると、次に戦場での敵の実際の出現位置や攻撃パターンを覚えていく。そしてギタイ側がループ能力を奪った人間を探し出す過程で見せるとされる幻覚を逆利用して、オメガの居場所がドイツにあるダムの地下であると特定し、リタと共に戦場を突破してその場所を目指そうとする。そして次第にケイジはリタに惹かれていく。
しかしリタは途中のある一点から先へと進むことができず、ケイジの制止を振り切って名誉の戦死を選んでしまう運命であることが判明する。ケイジは自暴自棄になり、以降のループで戦場から逃亡するようになるが、結局どこへ逃げても人類がギタイに滅ぼされる結末からは逃れられないことを再確認する。ケイジは逃げることもリタと共に進むことも諦め、一人でオメガの居場所とされる場所へと辿り着くが、結局ギタイ側が見せていた幻覚はケイジを誘い出してループ能力を奪い返す偽の罠と分かった。オメガの居場所はそこではなかった。ケイジは罠を振り切って脱出する。
今までの試みが徒労であったことをリタとカーター博士に告げるケイジ。するとカーター博士は、ギタイ側が見せる幻覚に頼らずにオメガの居場所を逆探知するディバイスのプロトタイプを発明したが、ケイジを戦場送りにした人物あのブリガム将軍が保管していた。ケイジはタイムループ能力を使って繰り返し将軍に会い将軍を信用させディバイスを返却出来た。オメガの居場所がパリのルーヴル美術館にあるガラスのピラミッドの地下であることを突き止める。しかし、それと引き替えに逃走中にディバイスをひざに刺した2人の乗った自動車は捕まり、ケイジは目覚めたら輸血を受けタイムループの能力を無くしてしまう。
二度と失敗はできないという状況の中、ケイジは繰り返してきたループの経験と、既に英雄として顔が知られているリタの協力により、それまでのループでは非協力的であったJ分隊を味方につけ、航空機と武装を盗用してパリへと乗り込む。ギタイ側の防衛も手厚く、J分隊の隊員たちは次々と戦死しリタも倒れるが、ケイジはループの中で繰り返してきた戦闘経験に支えられ、オメガに到達、彼はそこで地球の為に自爆した。しかしケイジは死の直前、オメガの青い体液を浴びたことからループ能力を蘇えらせた。オメガが死後ギタイは全滅していた。目覚めたらヘリの中、ブリガム将軍と出会って地位を剥奪される直前の時間まで戻る。
ケイジが戻った先の時間では、元の時間同様、冒頭の英雄リタ・ヴラタスキの活躍によって反撃の糸口を掴み戦意が高揚していた。
ラストシーンは、ハッピーエンドだった。すべての記憶と経験を持ったまま、少佐としてケイジがリタに会いに行くと、彼女は初対面のケイジに対して不思議そうな顔をする。しかしケイジは、再びリタと再会できた喜びに感激した。

## 登場人物・キャスト
ウィリアム・ケイジ
演 - トム・クルーズ、日本語吹替 - 森川智之
男性。本作の主人公。米軍のメディア担当のアメリカ人で、階級は少佐。戦場で負傷するのが嫌だったために報道官としての道を選び、そこで一定の成功を収めていたが、戦場行きを拒否する過程でブリガム将軍の不興を買い、二等兵に降格の上で歩兵として戦うことを命じられる。最初の戦闘で戦死した際、「アルファ」と呼ばれるギタイを道連れにしたことから、自分が死ぬと前日に戻るというタイムループ能力をギタイ側から偶然に奪い、同じ日を何度も繰り返すようになる。ケイジはもともと実戦経験がなく、物語序盤においては軍人らしくない臆病で利己的な、英雄的ではない人物として描かれるものの、人類存亡の危機を前にして肉体的にも精神的にも成長する必要に迫られる。
原作小説の主人公、キリヤ・ケイジに当たる役回りを演じる人物だが、物語開始時の立場や国籍は変更されている。また原作小説のキリヤはキリヤが姓、ケイジが名であったのに対し、映画版のウィリアムはケイジがファミリーネームとなっている。また、原作小説のキリヤはパイルドライバー（杭打ち機）や弾数制限のないバトルアクスといった近接武器を主に用いる設定だが、映画版のウィリアムは弾数に限りのある射撃武器を持ち替えながら戦い、最終的には機動スーツも脱ぎ捨てて戦う。
リタ・ヴラタスキ
演 - エミリー・ブラント、日本語吹替 - 東條加那子
女性。本作のヒロイン。階級は軍曹。背中にポップアップガンのあるdog装備機動スーツ着用。同種装備でフェイスマスクを着けた兵たちと特殊分隊を組んでいる。過去にギタイとの戦いで大きな戦功を立て、報道メディアから「ヴェルダンの女神」と称され英雄視されている。原作小説と同様、兵士からは戦場の牝犬（せんじょうのビッチ）という渾名でも呼ばれるが、本人の前で後者の渾名を呼ぶと容赦なく殴られる。
過去にウィリアム同様、ギタイが引き起こすタイムループに巻き込まれたことがあり、彼にその脱出方法を教えるという役回りは原作小説と同じ。映画版では物語開始時点でタイムループの能力を失っているという設定に変更されており、ウィリアムが何度死んでも復活できることを活かし、死を厭わない過酷な訓練を彼に課し、彼を鍛え上げるという役割も担う。過去のループで救えなかった上官のことが心の傷となっている設定や、コーヒー好きという設定は原作から引き継がれている。ウィリアムと親密になったループでは、ギタイの攻撃で息を引き取る直前に、本名のミドルネームが「ローズ」であることを明かしている。
原作小説のリタは赤毛が特徴のツンデレ美少女という設定であったが、映画版ではブロンドのマッチョな女性軍人といった印象の人物に変更されている。原作小説と同様に機動スーツを赤く塗装し近接武器を愛用するという設定だが、原作小説におけるリタの武器が爆撃機の翼から削り出したバトルアクスであったのに対し、映画版の武器はヘリコプターの回転翼を転用した大振りの剣という設定になっている。
原作の設定では本名不詳、ギタイ襲撃により家族と郷を失い「リタ・ヴラタスキ」という人物の書類を偽造して統合防疫軍に入所したという経緯が語られているが、映画版での設定は不詳。
ファレウ曹長
演 - ビル・パクストン、日本語吹替 - 大塚芳忠
男性。二等兵に降格されたウィリアムが配属された先の隊の上官で、J分隊など複数の隊の指導に当たっている。ウィリアムの抗議や、これから起こる事態への警告を無視し続ける。タイムループに巻き込まれたウィリアムは、気絶から目を覚ましてファレウに話しかけられる場面からリスタートする。
原作小説にも同名の人物が登場し、隊員にフィジカルトレーニングを課すのが日課という点は共通するが、映画版では原作小説のように主人公を鍛えたり、主人公から尊敬されたりする場面は描かれていない。オメガとの最後の戦いではJ分隊の隊員たちに出し抜かれ、蚊帳の外に置かれる。
ブリガム将軍
演 - ブレンダン・グリーソン、日本語吹替 - 勝部演之
男性。ギタイの殲滅作戦を指揮する指揮官。物語冒頭でウィリアムに戦場での取材を命じ、地位を盾にして命令を拒否しようとするウィリアムから身分を剥奪して戦場に送り出した。ギタイが引き起こしているタイムループについては信じておらず、かつてカーター博士からオメガの存在を逆探知する装置を取り上げて保有しており、物語後半で装置を奪還しに来たウィリアムとリタと対峙する。
カーター博士
演 - ノア・テイラー、日本語吹替 - 隈本吉成
男性。リタの協力者で、かつて彼女が経験したタイムループのことを信じた唯一の人物。リタによってウィリアムと引き合わされ、ギタイが引き起こしているタイムループの仕掛けと、アルファおよびオメガの存在について説明した。物語後半では、ブリガム将軍に奪われたままになっている逆探知装置の存在をウィリアムに知らせた。
原作小説に登場したドジな整備兵、シャスタ・レイルの立ち位置にいる登場人物。映画版では名前や性別や設定が変更され、「オタクの科学者」といったキャラ付けがされている。
グリフ
演 - キック・ガリー、日本語吹替 - 山内健嗣
男性。J分隊の隊員。歩兵装備だがヘルメットの代わりにヘッドギアを着用。饒舌でエキセントリックな性格という設定。最後は自爆する。
クンツ
演 - ドラゴミール・ムルジッチ
男性。J分隊の隊員。歩兵装備。鋭い観察力を持つという設定。無口でほとんど言葉を発しない。
ナンス
演 - シャーロット・ライリー、日本語吹替 - 橘凜
女性。J分隊の隊員。歩兵装備。J分隊の紅一点だが曲がった鼻と不潔な歯のタフな女性で、役者のイメージを大きく変えるメイクがなされている。
スキナー
演 - ジョナス・アームストロング、日本語吹替 - 西凜太朗
男性。J分隊の隊員。重装備。抜け目のない人物という設定で、ウィリアムとは初対面から反りが合わず、喧嘩を吹っかけようとする。
フォード
演 - フランツ・ドラメー、日本語吹替 - 田尻浩章
男性。J分隊の隊員。歩兵装備。自信家。J分隊のメンバーで最年少だが、傲慢で凶悪な性格という設定。
キンメル
演 - トニー・ウェイ、日本語吹替 - 金光宣明
男性。J分隊の隊員。重装備。裸の上から機動スーツを装着している肥満体の男。ウィリアムが手を打たない場合、戦闘が始まって間もなく味方の飛行機の墜落に巻き込まれて死ぬ。

## 製作
2009年、桜坂洋による2004年の小説『All You Need Is Kill』の映画化権を取得した3アーツ・エンターテイメント社は、小説を基にしたダンテ・W・ハーパーの脚本の売り込みを始め、2010年4月、ワーナー・ブラザースが300万ドルの契約で購入した。プロジェクトは同スタジオ下で企画が進み、ダグ・リーマンが監督として雇われた。
スタジオは当初主演としてブラッド・ピットを構想していたが、2011年12月にトム・クルーズが選ばれた。トムの年齢に合わせるため、ジョビィ・ハロルドによって脚本が書き直された。
撮影は2012年9月にロンドンとワーナー・ブラザース・スタジオ・リーブスデンで始まった。同年11月には撮影のためにトラファルガー広場が完全封鎖された。トラファルガー広場は映画の冒頭および結末で主人公がヘリコプターから降り立つ場面の舞台として登場するが、この場面に登場するヘリコプターはCGではなく実機が用いられている。トラファルガー広場には過去にイギリス軍のヘリコプターが緊急事態で着陸したことがあるものの、映画の撮影でヘリコプターが着陸するのは前例のないことであった。この場面はトム・クルーズの思いつきで決まったものである。

## 評価
レビュー・アグリゲーターのRotten Tomatoesでは335件のレビューで支持率は91%、平均点は7.50/10となった。Metacriticでは43件のレビューを基に加重平均値が71/100となった。
公開当初は大ヒットというほどの成功ではなかったものの、その後の10年間で映画ファンに長く愛され続けている作品の1つとなった。ダグ・リーマン、トム・クルーズ、エミリー・ブラントらは続編制作に前向きで、2024年にはダグがトムと「続編について話し合うため」に本作を二人で一緒に鑑賞したとインタビューで明かしている。
映画監督のジェームズ・ガンが2014年のお気に入りの映画12本の中で本作を挙げている。

### 受賞
- 第42回アニー賞・アニメーション効果賞（実写映画） - スティーブ・アヴォジャリ、五十嵐敦史、パヴェ・グロホラ、ポール・ワグナー、ヴィクトル・ルンドクビスト[54]

## テレビ放送
2016年9月2日、日本テレビ系列の『金曜ロードSHOW!』で地上波初放送（二ヶ国語放送 / 文字多重放送 / データ放送）。

## エピソード
撮影中にあやうく死亡事故になりかねない事故が起きていたという。トムを乗せた車を運転していたエミリーは、右回りするタイミングでトムが小声で「ブレーキ、ブレーキ...。やばい、ブレーキを強く！ 強く踏め！」と繰り返すのが聞こえたが、「私がブレーキを踏むのが遅れて、車が木に突っ込んでしまったの。危うくトムを殺すところだったわ」とトーク番組で語っている。